# A/2019 G4
A/2019 G4 est un petit corps du système solaire, actuellement classé comme planète mineure, mais dont l'orbite a des caractéristiques typiques de celles des comètes, d'où la classification comme objet A/. Cet objet a en effet une trajectoire rétrograde, avec une inclinaison de 138 degrés, et quasi parabolique, avec une excentricité de ~1,00. Son périhélie se trouve à 5,86 unités astronomiques du Soleil. Il y est passé le 15 septembre 2018.
Il a une magnitude absolue de 13,0, ce qui correspond à un diamètre probablement compris entre 4,7 et 14,9 kilomètres.